# Royal Crescent (Londres)
Pour les articles homonymes, voir Royal Crescent.
Royal Crescent est une rue de Londres, au Royaume-Uni.

## Situation et accès
Elle se situe dans l’ouest de Londres, à Holland Park, à l'extrémité ouest de Holland Park Avenue. Elle est bordée par deux bâtiments incurvés en forme de croissant. La circulation y est à sens unique, dans le sens ouest-est. 
La station de métro la plus proche est Shepherd's Bush, desservie par  la ligne  Central.

## Origine du nom
Elle doit son nom à sa forme en demi-cercle (crescent).

## Historique

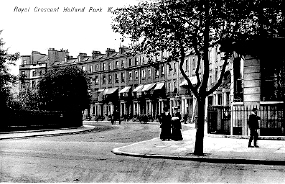
Une carte postale montrant le Royal Crescent, vers 1900.

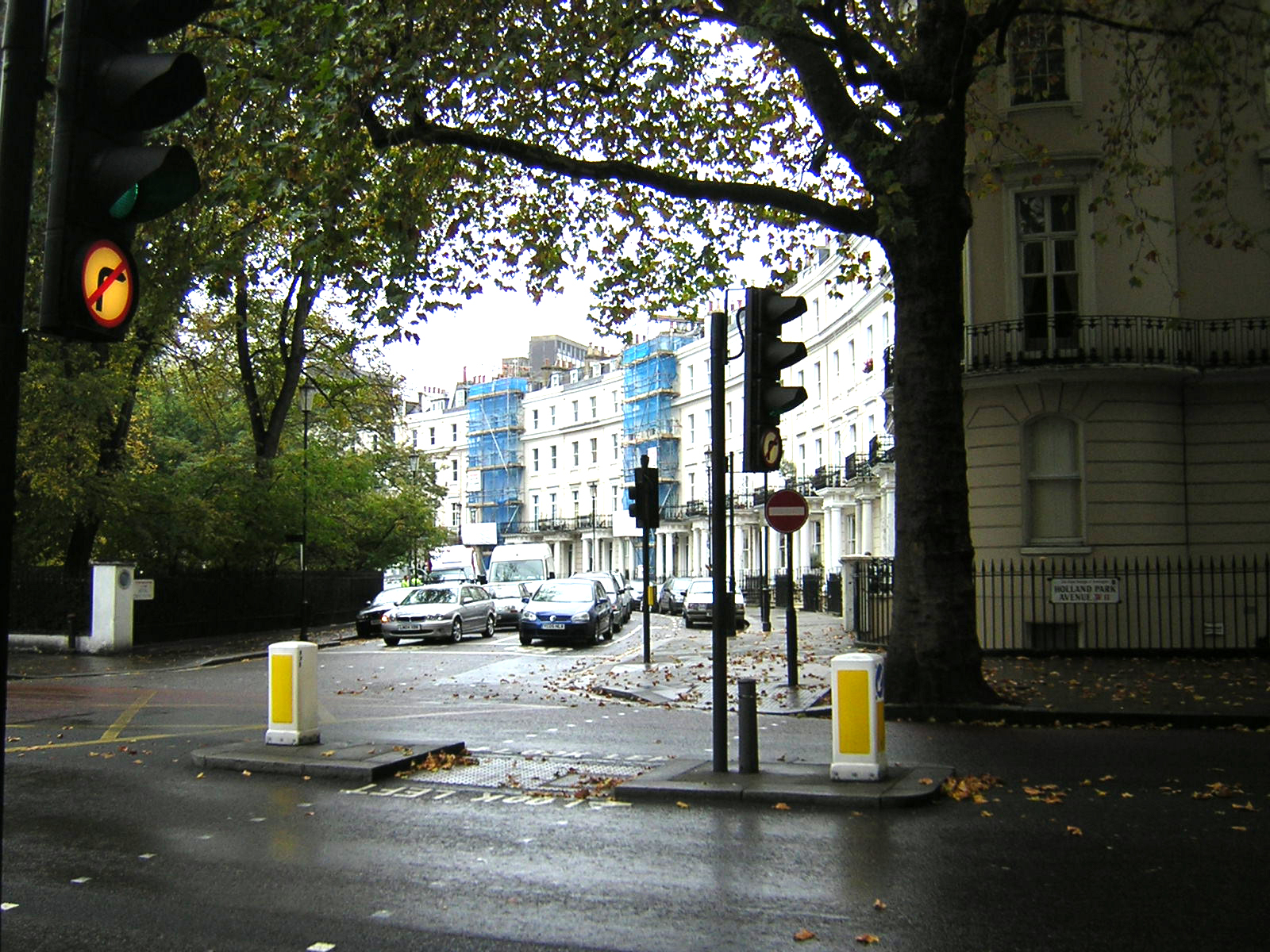
La même vue du Royal Crescent en octobre 2009.

Conçu en 1839, le Royal Crescent est l’un des développements du XIXe siècle les plus intéressants du point de vue de l’architecture de Holland Park. Visiblement inspiré de son homonyme plus ancien de Bath, il s'en distingue par le fait qu’il ne s’agit pas à proprement parler d'un véritable croissant, mais de deux terrasses en quadrant terminées chacune par un arc circulaire de style Régence. 
Les façades en stuc sont peintes en blanc, à la manière des nombreuses terrasses de John Nash visibles ailleurs dans les quartiers résidentiels les plus aisés de Londres. Aujourd'hui, beaucoup de ces maisons de quatre étages ont été converties en appartements, bien que quelques-unes restent des maisons privées. Le Royal Crescent est classé Grade II *.
Entre les terrasses en face se trouve un jardin paysager paysagé avec de vastes pelouses et de nombreux arbres. Les maisons elles-mêmes ont une façade en stuc et sont construites sur quatre étages, avec des entrées à portiques, au-dessus desquelles se trouvent de petits balcons du premier étage avec des balustrades en fer. Chacune des maisons d'extrémité ont des coins circulaires.
Derrière les terrasses se trouve le Royal Crescent Mews. Le Mews est un cul-de-sac en partie pavé situé au large de Queensdale Road, dans les arrondissements royaux de Kensington et de Chelsea. Il contient 34 propriétés utilisées à des fins résidentielles. Il fait partie de la zone de conservation de Kensington Norland ; désigné pour la première fois en 1969, il comprend le Royal Crescent, le Norland Square et les jardins de St. James. La construction de la zone a commencé dans les années 1840 et s'est achevée quinze ans plus tard. Il contient des terrasses reliées et est en grande partie urbaine. 

## Bâtiments remarquables et lieux de mémoire
- No 40 : John Gawsworth (1912-1970), écrivain, poète et compilateur d'anthologies, a grandi à Colville Gardens et à ce numéro. Il a été couronné roi de Redonda en 1947 et est devenu le roi Juan I. Son vrai nom était Terence Ian Fytton Armstrong[2].
- No 41 : Ferruccio Bonavia (en) (1877-1950), violiniste, compositeur et critique de musique, habitait à ce numéro de 1919 à 1928[3].